# Kommunbrauhaus (Autenhausen)

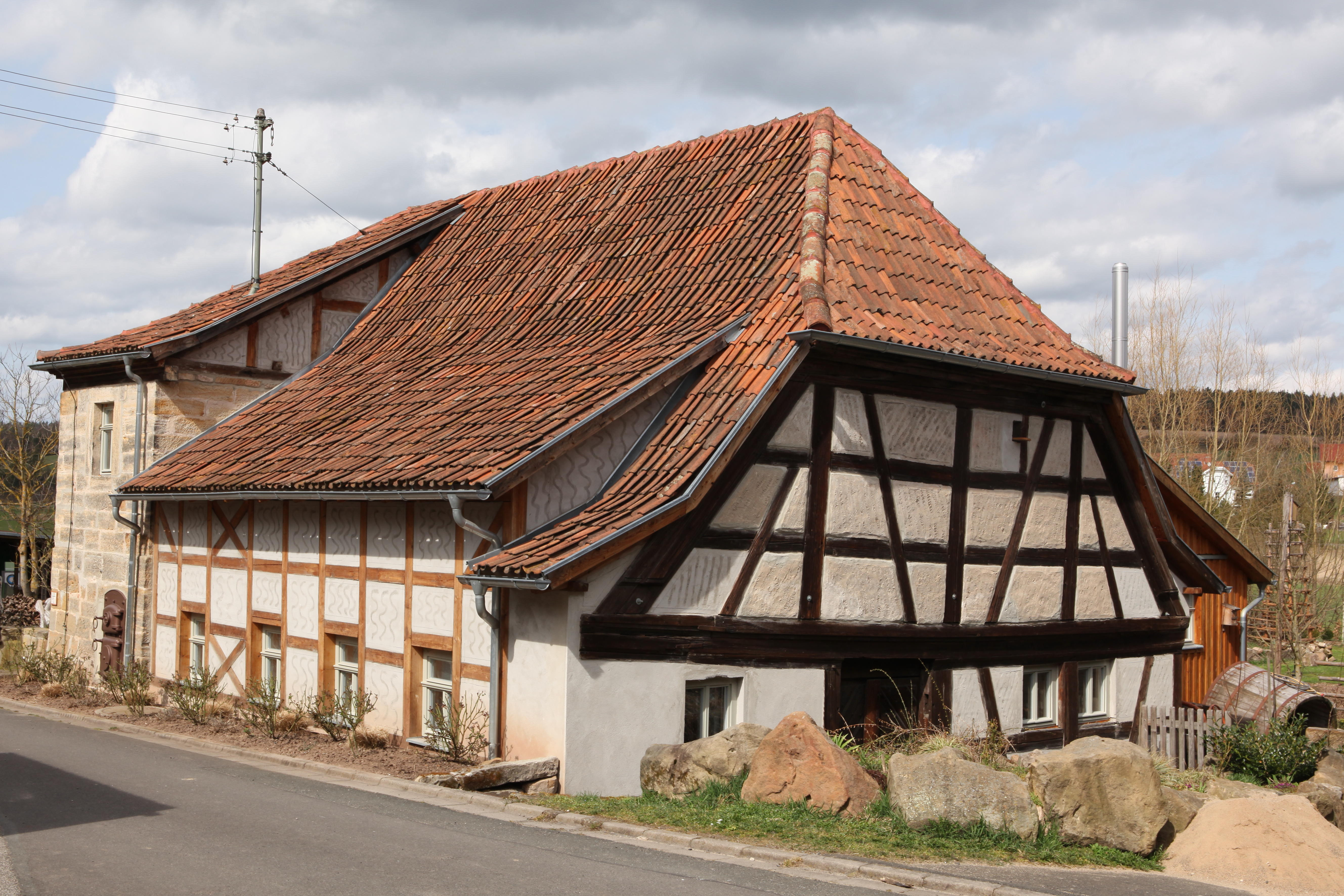
Kommunbrauhaus in Autenhausen

Das Kommunbrauhaus in Autenhausen, einem Stadtteil von Seßlach im oberfränkischen Landkreis Coburg in Bayern, wurde im frühen 19. Jahrhundert errichtet. Das Kommunbrauhaus in der Nähe der Rosengasse ist ein geschütztes Baudenkmal. 
An das eingeschossige Fachwerkhaus mit Halbwalmdach wurden spätere Anbauten hinzugefügt. Das Fachwerkgefüge ist schmucklos.